# Cámara de Planetas Gemini
La Cámara de Planetas Gemini o generador de imágenes de planetas Gemini es un instrumento de imagen de alto contraste que se está construyendo para el telescopio Gemini Sur en Chile. El instrumento permitirá alcanzar un alto contraste en pequeñas separaciones angulares, lo que permitirá la obtención de imágenes directas y espectroscopia de campo integral de los planetas extrasolares alrededor de estrellas cercanas. La colaboración en la planificación y la construcción de la cámara termográfica de planetas gemini, incluye el Museo Americano de Historia Natural (AMNH), Dunlap Institute, el Observatorio Gemini, el Instituto Herzberg de Astrofísica (EIS), el Laboratorio de Propulsión a Chorro, el Laboratorio Nacional Lawrence Livermore (LLNL), el Observatorio Lowell, el SETI Institute, el Instituto del Telescopio Espacial (STScI), la Universidad de Montreal, la Universidad de California en Berkeley, la Universidad de California en Los Ángeles (UCLA), la Universidad de California en Santa Cruz (UCSC), la Universidad de Georgia.

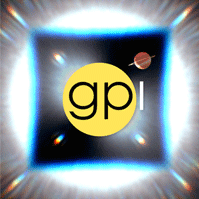

## Especificaciones

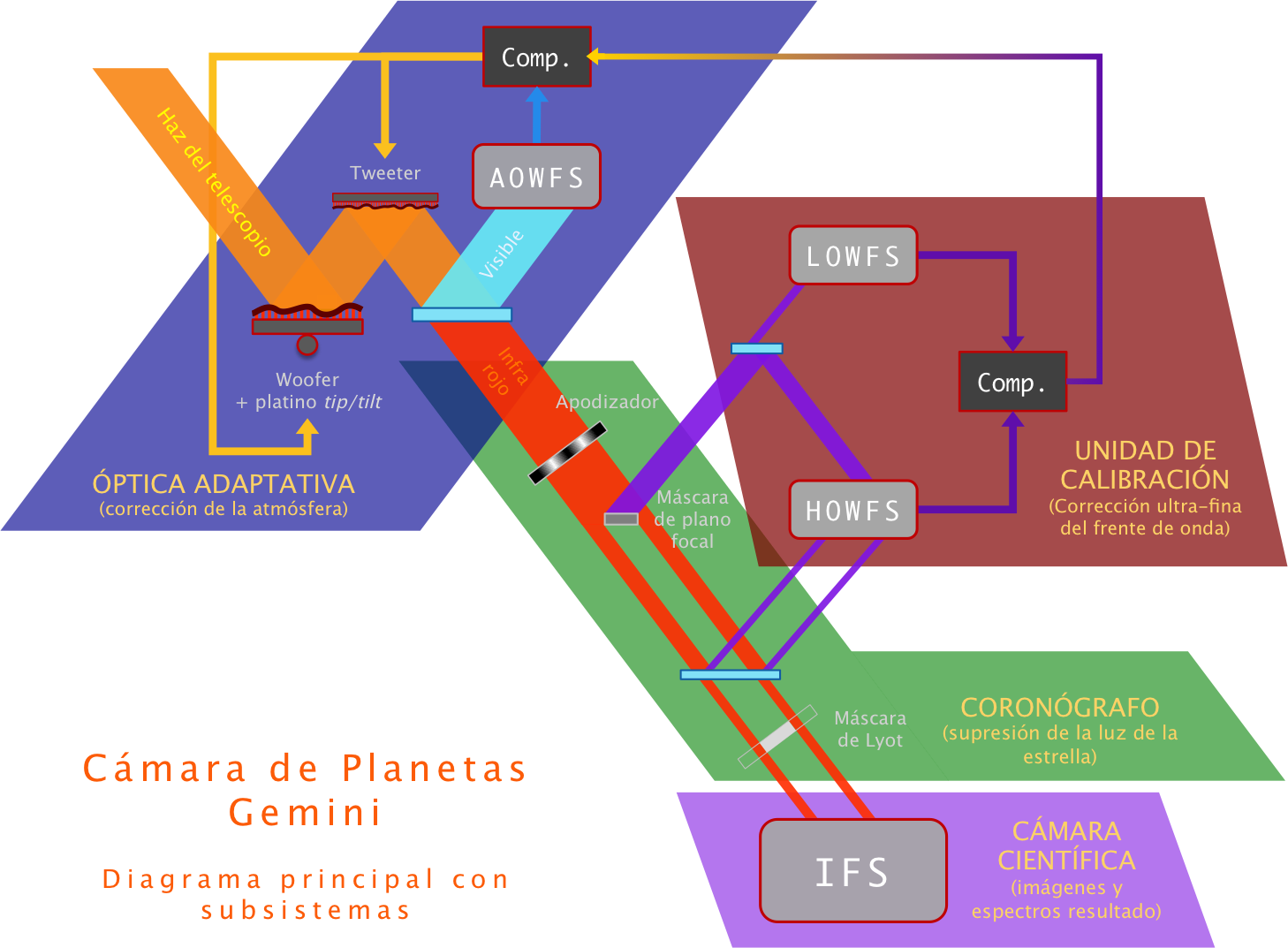
Diagrama de los subsistemas del GPI.

La Cámara de Planetas Gemini es usado en el Telescopio Sur Gemini, ubicado en Cerro Pachon, Chile. Vio la primera luz en noviembre de 2013 y está disponible para un uso limitado comunitario en abril de 2014. Está diseñado para detectar directamente jóvenes gigantes gaseosas, mediante su emisión termal. Este opera en longitudes de onda del infrarrojo cercano (bandas Y-K), donde los planetas serán razonablemente brillantes, pero la emisión térmica de la atmósfera terrestre no es muy fuerte.
El sistema consta de múltiples componentes, incluyendo un sistema de óptica adaptativa de alto orden, un coreógrafo, un interferómetro de calibración, y un espectrógrafo de campo integral. El sistema de óptica adaptativa construido en LLNL, usa un espejo deformable MEMS de Boston Micromachines Corporation para corregir los errores de frente de onda, inducidos por el movimiento de aire en la atmósfera y la óptica en el telescopio. El coronógrafo construido por AMNH bloquea la luz de la estrella que está siendo observada, lo que es necesario para detectar el compañero de la estrella. El espectrógrafo desarrollado por UCLA y Montreal, tomará imágenes del espectro de cualquier compañero detectado de la estrella, con una potencia de resolución espectral de 34 - 83 dependiendo de la longitud de onda. El desempeño esperado por el instrumento permitirá la detección de compañeros diez millonésimos menos brillantes que su compañero, con una separación angular de apenas 0.2 - 1 arcosegundos, hasta una magnitud de banda H de 23.

## Metas científicas
Actualmente la búsqueda de exoplanetas no son sensibles a exoplanetas ubicados a distancias de su estrella anfitriona, comparables al eje semi mayo de los gigantes gaseosos del Sistema Solar, mayores a 5 UA. Investigaciones que usan el método de velocidad radial requieren observar a la estrella durante un periodo de revolución de ésta, la cual puede durar 30 años, para que se pueda detectar un planeta con la distancia de Saturno. Los instrumentos de óptica adaptativa se vuelven poco efectivos para separaciones angulares pequeñas, limitándolos a ejes semi mayores a 30 unidades astronómicas. El alto contraste de la Cámara de Planetas Gemini con pequeñas separaciones angulares permitirán detectar gigantes gaseosos con un eje semi mayor de 5 a 30 unidades astronmómicas.
La Cámara de Planetas Gemini (GPI por sus siglas en inglés) será más efectiva para detectar jóvenes gigantes gaseosos, de Myr a 1 Gyr de edad. La razón de esto es que los planetas jóvenes retienen el calor de su formación, y van enfriándose gradualmente. Mientras el planeta aún siga caliente permanecerá brillante y, por lo tanto, más fácil de detectar. Esto limita GPI a objetivos jóvenes pero al mismo tiempo obtendrá información sobre la formación de gigantes de gas. Particularmente el espectrógrafo permitirá determinar la temperatura y la gravedad en la superficie, lo cual llevará la información sobre las atmósferas y evolución térmica de los gigantes de gas.
Además del objetivo principal de obtener imágenes de exoplanetas, GPI será capaz de estudiar discos protoplanetarios, discos de transición y discos de desechos alrededor de estrellas jóvenes. Esto podría dar pistas sobre la formación planetaria. La técnica usada para obtener imágenes de los discos con este instrumento se llama imagen por polarización diferencial. Otro caso científico es estudiar los objetos del Sistema Solar con alta resolución espacial y una alta razón de Strehl. Los asteroides y sus satélites, los satélites de Júpiter y Saturno, Urano y Neptuno son buenos objetivos para GPI. El último caso de estudio científico auxiliar es estudiar la pérdida de masa de estrellas evolucionadas mediante su flujo de salida.